# Ричардс, Брэд
Брэдли Гленн Ричардс (англ. Bradley Glen Richards; род. 2 мая 1980, Мюррей-Харбор, Остров Принца Эдуарда, Канада) — канадский хоккеист, центральный нападающий. Бронзовый призёр чемпионата мира среди молодёжных команд 2000 года. Обладатель Кубка Стэнли, Конн Смайт Трофи и Леди Бинг Трофи в сезоне 2003/04 в составе «Тампы-Бэй Лайтнинг», обладатель Кубка Стэнли в сезоне 2014/15 в составе «Чикаго Блэкхокс». Победитель Кубка мира 2004.

## Игровая карьера
Брэда Ричардса выбрала «Тампа-Бэй Лайтнинг» на драфте 1998 года в третьем раунде под общим 64-м номером. Набрав 62 очка, Брэд по итогам дебютного сезона попал в символическую сборную новичков. Всего в составе «молний» Ричардс провёл семь сезонов, а самым успешным для него стал сезон 2003/04, когда он в стал обладателем Кубка Стэнли, Конн Смайт Трофи и Леди Бинг Трофи. Также в 2004 году в составе сборной Канады выиграл Кубок мира. Во время локаута в НХЛ провёл шесть матчей в составе казанского «Ак Барса». В сезоне 2006/07 Ричардс был самым высокооплачиваемым игроком лиги с зарплатой 7,8 миллиона долларов . 26 февраля 2008 года, в последний день обменов, был отправлен вместе с вратарём Йоханом Холмквистом в «Даллас Старз» в обмен на вратаря Майка Смита, центрфорварда Джеффа Халперна, крайнего нападающего Юсси Йокинена и право выбора в 4-м раунде драфта 2009 года. В плей-офф 2008 помог своей новой команде дойти до финала западной конференции, где «Старз» проиграли «Детройту» в серии 2:4. В последующие три сезона «звёздам» ни разу не удалось пробиться в плей-офф. Самым удачным с точки зрения статистики для Ричардса стал сезон 2009/10, в котором он в 80 матчах набрал 91 очко. По окончании сезона 2010/11 как неограниченно свободный агент подписал 9-летний контракт с «Нью-Йорк Рейнджерс» на общую сумму в $60 миллионов. За первый сезон игрок получил $12 миллионов, что сделало его самым высокооплачиваемым игроком лиги в сезоне 2011/12
20 июня 2014 года руководство «Нью-Йорк Рейнджерс» воспользовалось правом выкупа контракта, в результате чего Ричардс покинул команду и получил статус неограниченно свободного агента.
1 июля 2014 года подписал однолетний контракт с «Чикаго Блэкхокс» на $2 млн, с которым выиграл свой второй Кубок Стэнли, сыграв во всех 23 матчах плей-офф и набрав 14 очков.
В связи с отсутствием денег у «ястребов» под потолком зарплат летом 2015 года подписал однолетний контракт с «Детройт Ред Уингз» на $3 млн. Однако в составе «Детройта» Брэд провел худший сезон в НХЛ, набрав лишь 28 очков в 68 матчах.
20 июля 2016 года объявил о завершении карьеры игрока.

## Достижения

### Командные
| Год           | Команда                             | Достижение                          | Достижение |
| ------------- | ----------------------------------- | ----------------------------------- | ---------- |
| QMJHL/CHL     |                                     |                                     |            |
| 2000          | Римуски Осеаник                     | Обладатель Президентского кубка     |            |
| 2000          | Римуски Осеаник                     | Обладатель Мемориального кубка      |            |
| НХЛ           |                                     |                                     |            |
| 2004          | Тампа-Бэй Лайтнинг                  | Обладатель Приза принца Уэльского   |            |
| 2015          | Чикаго Блэкхокс                     | Обладатель Приза Кларенса Кэмпбелла |            |
| 2004, 2015    | Тампа-Бэй Лайтнинг, Чикаго Блэкхокс | Обладатель Кубка Стэнли (2)         |            |
| Международные |                                     |                                     |            |
| 2004          | Сборная Канады                      | Обладатель Кубка мира               |            |

### Личные
- 2000/2001 — Символическая сборная новичков;
- 2001/2002 — Участник матча молодых звёзд;
- 2003/2004 — Обладатель Конн Смайт Трофи;
- 2003/2004 — Обладатель Леди Бинг Трофи;
- 2010/2011 — Участник матча всех звёзд 2011.

## Статистика
| Легенда | Легенда                    | Легенда | Легенда                   | Легенда | Легенда    |
| ------- | -------------------------- | ------- | ------------------------- | ------- | ---------- |
| И       | Количество проведённых игр | Штр     | Штрафное время            | +/−     | Плюс-минус |
| Г       | Голы                       | П       | Голевые передачи          | О       | Очки       |
| -       | Статистика неизвестна      | —       | Статистика не учитывалась |         |            |